# Brachyopomorpha
De Brachyopomorpha zijn een clade van stereospondyle temnospondyle Batrachomorpha (basale 'amfibieën') binnen de infraorde Trematosauria. 
De groep werd in 2000 benoemd door Anne Warren-Howie en Claudia Marsicano om Bothriceps australis en de Brachyopoidea te omvatten. Ze worden fylogenetisch gedefinieerd als een op stam gebaseerd taxon dat Pelorocephalus omvat en alle taxa die daar dichter bij staan dan bij Rhytidosteus. Daarentegen wordt Brachyopoidea gedefinieerd als een op knooppunten gebaseerd taxon, inclusief Brachyops en Pelorocephalus en alle afstammelingen van hun meest recente gemeenschappelijke voorouder. Omdat wordt aangenomen dat Bothriceps geen afstammeling is van die recente gemeenschappelijke voorouder en basaler zou zijn dan deze, wordt het geslacht net buiten Brachyopoidea geplaatst en wordt het beschouwd als een zustertaxon van de clade.
Bothriceps werd ooit beschouwd als een brachyopide binnen Brachyopoidea, maar wordt nu op de brachyopoïde stam dichter bij Brachyopoidea dan bij Rhytidosteidae geplaatst vanwege de aanwezigheid van verschillende plesiomorfide voorouderlijke kenmerken. De waarschijnlijke aanwezigheid van een tabulaire hoorn bij Bothriceps suggereert ook dat het een basale brachyopomorf is in plaats van een brachyopide.
Keratobrachyops, ooit toegewezen aan Chigutisauridae, wordt nu beschouwd als een basale brachyopomorf die nauw verwant is aan Bothriceps.
Warren en Marsicano gaven onderscheidende kenmerken aan. De takken van de pterygoïden richting de quadrata zijn sterk naar beneden gebogen om een gewelfd U-vormig verhemelte te vormen. Het kaakgewricht van het quadratum heeft twee knobbels, ongeveer gelijk in omvang. De condylen van de exoccipitalia zijn afgerond en op een steelvormig voetstuk geplaatst. De opgaande tak van het pterygoïde verheft zich uit het bovenvlak als een licht holle beenplaat. In de onderkaak draagt alleen het middengedeelte en de achterzijde van de coronoïde tanden. De zone achter het kaakgewricht van de onderkaak is slank en langwerpig waarbij het prearticulare zich langs de binnenwand uitstrekt zodat het articulare alleen van de achterste binnenzijde zichtbaar is of zelfs helemaal van de zone verdrongen wordt en een trog voor een zijlijnkanaal voor de onderkaak ontbreekt. Het uitsteeksel op de bovenzijde van het sleutelbeen loopt niet naar voren uit in een beenplaat.